# Blate

Lega kraja v Atlasu okolja

Blate so gručasto naselje v Občini Ribnica na severozahodnem delu Rakitniškega polja, južno od Ribnice, je naslonjena na vznožje gozdnate vzpetine Bukovice (725 m), vzhodnega obronka Velike gore.
Travnike na vzhodu pogosto poplavlja potok Rakitniščica. Njegov kraški izvir Obrh 200 m južno od vasi je od leta 1955 zajet za območni vodovod.